# Bonnland
Bonnland är en liten by tillhörande staden Hammelburg i Kreis Bad Kissingen i tyska förbundslandet Bayern. 
Byn härstammar från 1937 och består av cirka 120 byggnader. Sedan 1962 används byn som övningsplats av Bundeswehr. 
I samband med andra världskriget övergavs byn och förblev obebodd. 1962 övertogs området som omfattar 56 kvadratkilometer av tyska Bundeswehr, som använder hela området förutom kyrkan och kyrkogården vilka fortfarande används på vanligt sätt. Från början var det endast Infanteriskolan i Hammelburg som använde byn som övningsplats. På senare år har den även börjat användas av polisen, Bundespolizei, Technisches Hilfswerk, krisberedskapsmyndigheten, brandförsvaret samt övriga delar inom Bundeswehr för att öva inför utlandsuppdrag. Även utländska förband övar i byn som till exempel svenska Försvarsmakten i samband med FN-uppdrag.

## Galleri

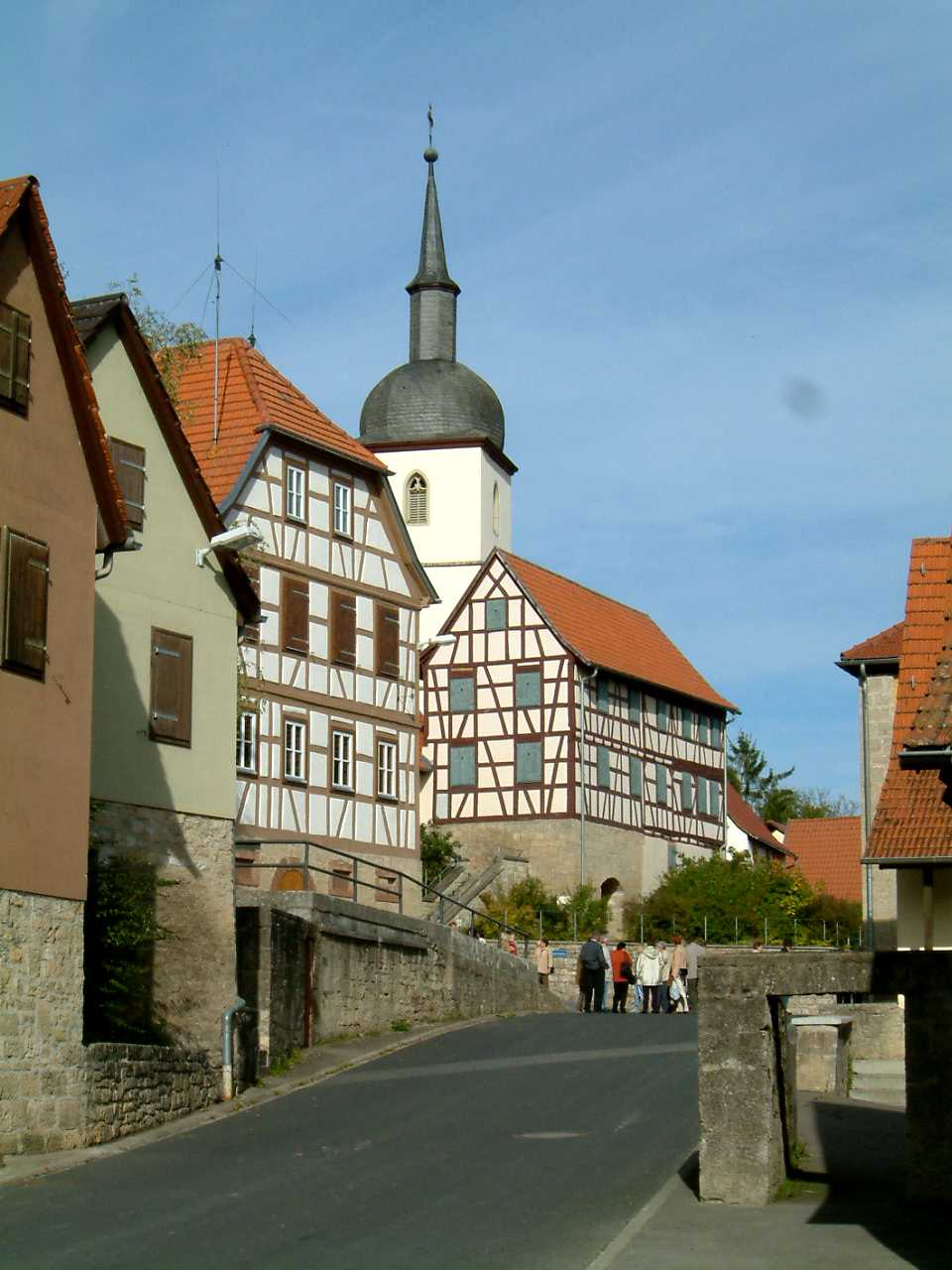
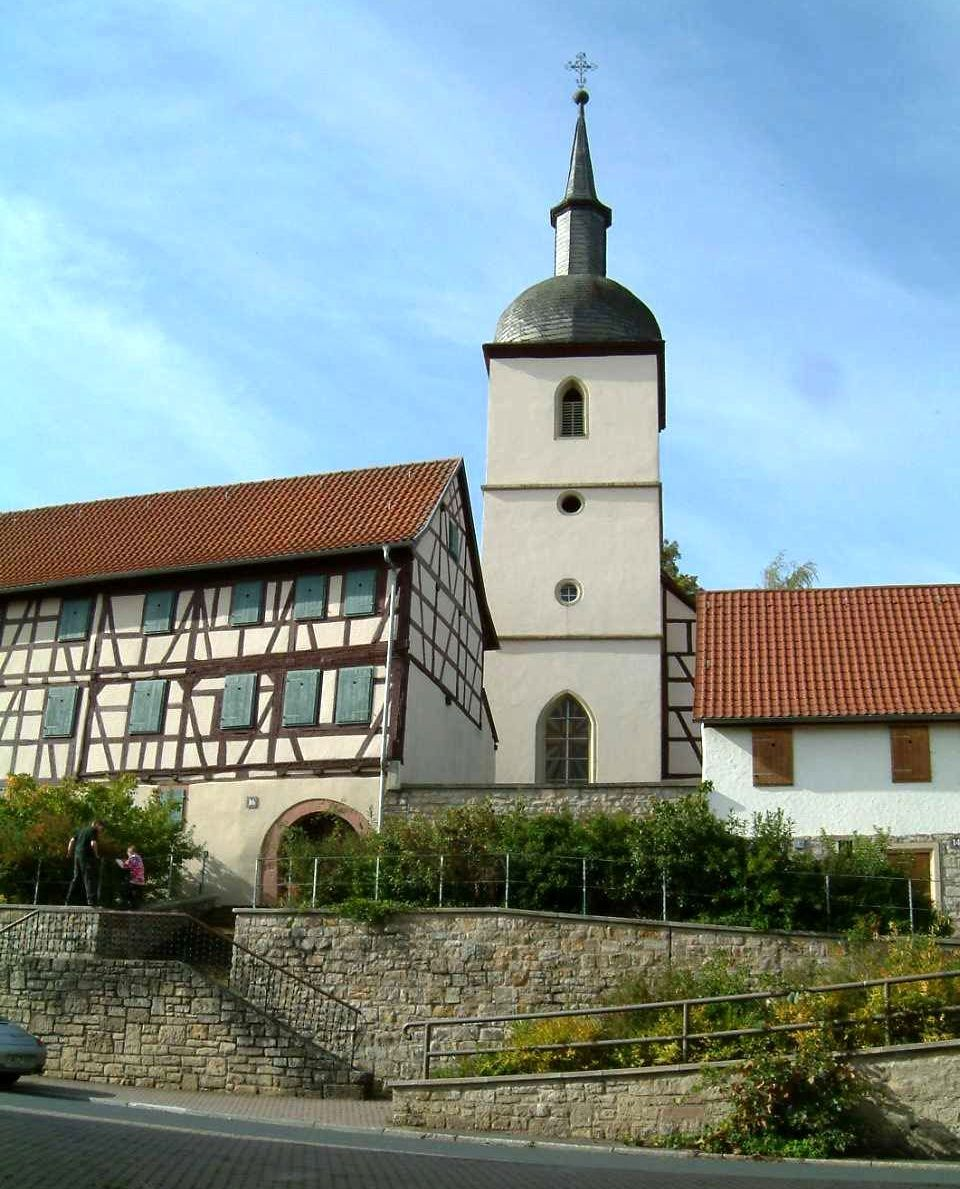
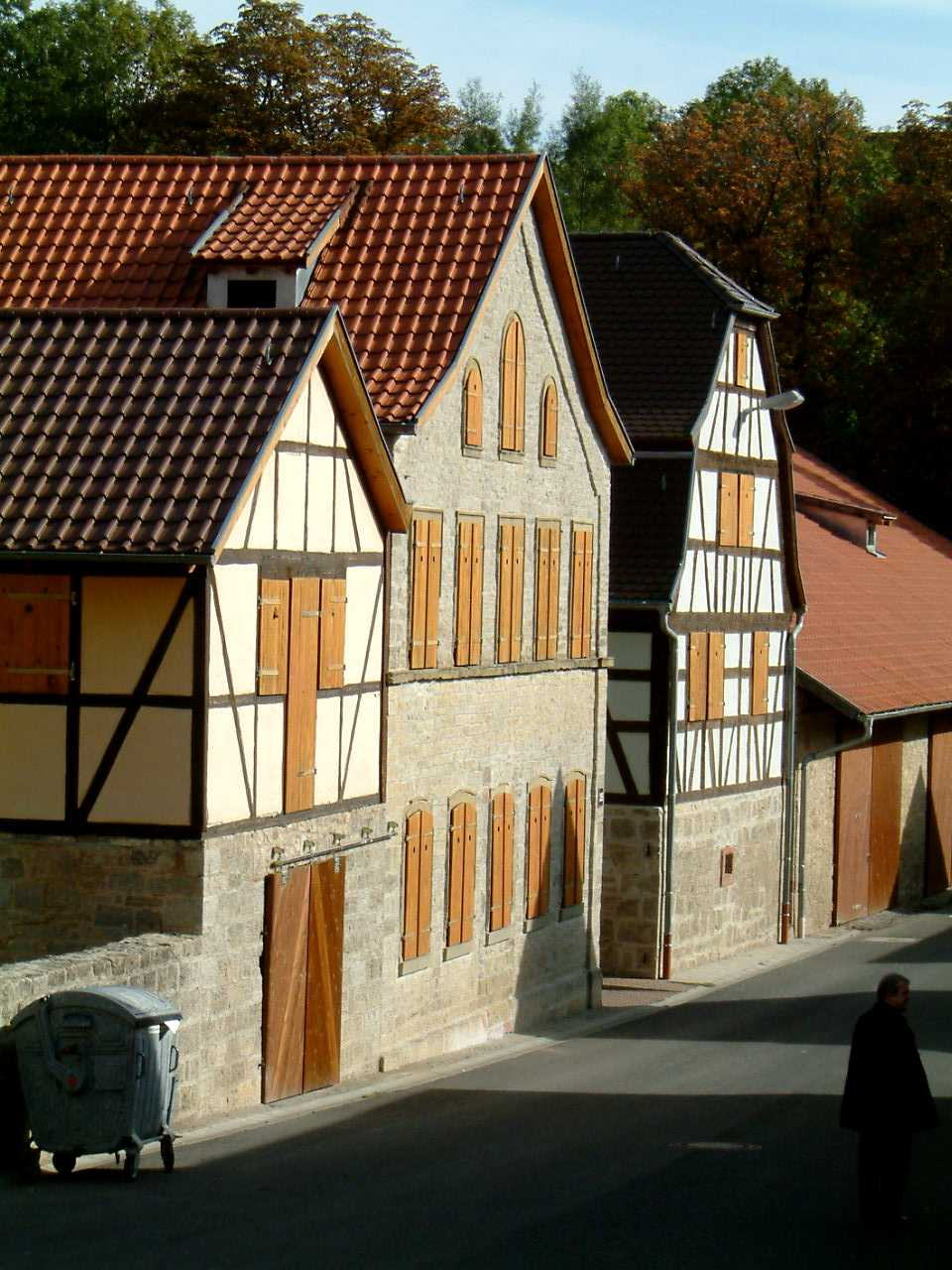